# Jake Tsakalidis
Iakovos (Jake) Tsakalidis (nacido el 10 de junio de 1979 en Rustavi, Georgia) es un exjugador profesional de baloncesto que jugó siete temporadas en la NBA. Posee la doble nacionalidad, la georgiana, donde nació, y la griega, donde creció. Mide 2,18 m (7′ 2″). 

## Trayectoria
Fue seleccionado por los Phoenix Suns en el Draft de la NBA del año 2000, en el puesto número 25. Desde entonces y durante tres temporadas, Tsakalidis participó en 157 partidos (113 de inicio) con los Suns, promediando 5.6 puntos por partido y 4.5 rebotes por partido, y cuajando alguna buena actuación en faceta defensiva.
El 30 de septiembre de 2003, los Suns traspasaron a Tsakalidis junto con Bo Outlaw a los Memphis Grizzlies, a cambio de Brevin Knight, Robert Archibald y Cezary Trybanski. En este equipo ha jugado desde 2003 hasta 2006 122 partidos, con unas estadísticas ligeramente inferiores a las conseguidas en Phoenix (3.9 puntos por partido y 3 rebotes por partido). 
Más tarde jugó para los Houston Rockets tras ser traspasado a mediados de la temporada 2006-07 desde el equipo de Memphis.
En el verano de 2007, tras desvincularse de los Houston Rockets, se rumoreaba su posible regreso al baloncesto Europeo, incluso se filtró a la prensa que estaba negociando con el Panathinaikos BC griego, aunque finalmente firmó por su gran rival en Grecia, Olympiacos.